# Lara Baars
Lara Baars (Kleve, 23 dicembre 1996) è un'atleta paralimpica olandese specializzata nel getto del peso e nel lancio del disco e classificata F40 in quanto nata con acondroplasia.

## Biografia
Nel 2015 partecipa ai campionati mondiali paralimpici di Doha, dove conquista la medaglia d'argento nel getto del peso F41 facendo registrare il nuovo record europeo per la classe di competizione F40 (le due classi gareggiavano accorpate). L'anno successivo prende parte ai Giochi paralimpici di Rio de Janeiro, dove ottiene la medaglia di bronzo nel getto del peso F40, migliorando ulteriormente il record europeo a 7,12 m, e la decima posizione in classifica nel lancio del disco F41.
Ai campionati mondiali paralimpici di Londra 2017 si classifica quarta nel getto del peso F40, mentre agli europei paralimpici di Berlino 2018 è medaglia d'argento nel getto del peso F40 e medaglia di bronzo nel lancio del disco F41. L'anno successivo raggiunge la quinta posizione nella classifica del getto del peso F40 ai campionati mondiali paralimpici di Dubai 2019.
Nel 2021, dopo aver conquistato la medaglia d'argento nel getto del peso F40 e quella di bronzo nel lancio del disco F41 ai campionati europei paralimpici di Bydgoszcz, partecipa ai Giochi paralimpici di Tokyo, dove si classifica settima nel getto del peso F40.
Nel 2023 è quarta nel getto del peso F40 ai campionati mondiali paralimpici di Parigi, mentre alla successiva edizione di Kobe 2024, dopo aver fatto registrare il nuovo record mondiale nel getto del peso F40 durante un meeting in Germania a maggio con la misura di 9,25 m, conquista la medaglia di bronzo nella medesima disciplina. Sempre nel 2024 è campionessa paralimpica del getto del peso F40 ai Giochi paralimpici di Parigi grazie alla misura di 9,10 m, nuovo record paralimpico.

## Record nazionali
- Getto del peso F40: 9,25 m  ( Hechingen, 9 maggio 2024)

## Progressione
Statistiche ricavate da paralympic.org/athletics/rankings (al 17 agosto 2024).

### Getto del peso F40
| Stagione | Misura | Luogo          | Data       | Rank. Mond. |
| -------- | ------ | -------------- | ---------- | ----------- |
| 2024     | 9,25 m | Hechingen      | 9-5-2024   | 1ª          |
| 2023     | 8,61 m | Stoccarda      | 29-7-2023  | 5ª          |
| 2022     | 7,72 m | Parigi         | 10-6-2022  | 6ª          |
| 2021     | 7,94 m | Leida          | 12-6-2021  | 7ª          |
| 2020     | 8,02 m | Utrecht        | 7-8-2020   | 2ª          |
| 2019     | 7,47 m | Dubai          | 15-11-2019 | 5ª          |
| 2018     | 7,16 m | Nimega         | 9-6-2018   | 4ª          |
| 2017     | 7,16 m | Londra         | 17-7-2017  | 4ª          |
| 2016     | 7,12 m | Rio de Janeiro | 11-9-2016  | 4ª          |
| 2015     | 6,80 m | Doha           | 27-10-2015 | 3ª          |

### Lancio del disco F40
| Stagione | Misura  | Luogo     | Data      | Rank. Mond. |
| -------- | ------- | --------- | --------- | ----------- |
| 2021     | 24,19 m | Bydgoszcz | 5-6-2021  | 2ª          |
| 2020     | 25,30 m | Arnhem    | 18-7-2020 | 1ª          |
| 2019     | 22,37 m | Bottrop   | 14-9-2019 | 2ª          |
| 2018     | 21,06 m | Nimega    | 9-6-2018  | 3ª          |
| 2017     | 20,25 m | Terneuzen | 20-5-2017 | 3ª          |
| 2016     | 19,34 m | Nottwil   | 29-5-2016 | 4ª          |
| 2015     | 15,37 m | Lovanio   | 8-8-2015  | 5ª          |

## Palmarès
| Anno | Manifestazione                  | Sede           | Evento               | Risultato | Prestazione | Note                          |
| ---- | ------------------------------- | -------------- | -------------------- | --------- | ----------- | ----------------------------- |
| 2015 | Campionati mondiali paralimpici | Doha           | Getto del peso F40   | Argento   | 6,80 m      | Record europeo                |
| 2016 | Giochi paralimpici              | Rio de Janeiro | Getto del peso F40   | Bronzo    | 7,12 m      | Record europeo                |
| 2016 | Giochi paralimpici              | Rio de Janeiro | Lancio del disco F41 | 10ª       | 19,01 m     |                               |
| 2017 | Campionati mondiali paralimpici | Londra         | Getto del peso F40   | 4ª        | 7,16 m      | Miglior prestazione personale |
| 2018 | Campionati europei paralimpici  | Berlino        | Getto del peso F40   | Argento   | 6,78 m      |                               |
| 2018 | Campionati europei paralimpici  | Berlino        | Lancio del disco F41 | Bronzo    | 20,47 m     |                               |
| 2019 | Campionati mondiali paralimpici | Dubai          | Getto del peso F40   | 5ª        | 7,47 m      | Miglior prestazione personale |
| 2021 | Campionati europei paralimpici  | Bydgoszcz      | Getto del peso F40   | Argento   | 7,85 m      |                               |
| 2021 | Campionati europei paralimpici  | Bydgoszcz      | Lancio del disco F41 | Bronzo    | 24,19 m     |                               |
| 2021 | Giochi paralimpici              | Tokyo          | Getto del peso F40   | 7ª        | 7,64 m      |                               |
| 2023 | Campionati mondiali paralimpici | Parigi         | Getto del peso F40   | 4ª        | 8,58 m      | Miglior prestazione personale |
| 2024 | Campionati mondiali paralimpici | Kōbe           | Getto del peso F40   | Bronzo    | 8,33 m      |                               |
| 2024 | Giochi paralimpici              | Parigi         | Getto del peso F40   | Oro       | 9,10 m      | Record paralimpico            |